# アラブ・イスラム共和国

アラブ・イスラム共和国

現在のアラブ連盟(グレー)、アラブ・イスラム共和国(緑色)

アラブ・イスラム共和国は1974年に提案された国家統一案。現在のチュニジアとリビアでされていた。人口7,856,600人、面積1,923,151km²（両方とも1974年）だった。首都や政府は決まらなかった。

## 統合案とその消滅
チュニジアとリビアはリビアの統治者だったムアマル・カダフィの呼びかけで1974年1月11日にアラブ・イスラム共和国の結成に署名した。アルジェリアとモロッコも署名を検討していたが、自国の経済成長や、アラブ社会での発言力の維持の観点から見送った。
しかし、署名こそしたもののリビアが当時アラブ共和国連邦に加盟していたこともあり結局統合は実現しなかった。なお、国家統一ではないものの両国はその後アラブ・マグレブ連合に加盟している。

## 関連、類似項目
- アラブ連合共和国 (1958年 - 1961年) ： エジプトとシリアの連合国家
- アラブ国家連合 (1958年 - 1961年) ： アラブ連合共和国とイエメン王国の緩やかな国家連合
- アラブ連邦 (1958年) ： ヨルダンがアラブ連合共和国に対抗してイラク王国とつくった連合国家
- アラブ共和国連邦 (1972年 - 1977年) ： エジプト、シリア、リビアの緩やかな国家連合
- アラブの春 ： 2011年にチュニジア、リビア、エジプト、シリアなどで起こった反政府などの騒乱
- アラブ連盟
- アラブ・マグレブ連合